# Jorge Alberti (futbolista)
Jorge Alberti (18 de mayo de 1912 en el barrio de Parque Patricios - 1985) fue un futbolista argentino que se desempeñó como defensor en el Club Atlético Huracán y en la Selección Argentina entre 1930 y 1948.

## Trayectoria

### Huracán
Jorge Alberti jugó 424 partidos en Huracán (siendo el jugador que más partidos disputó en el club). Fue un símbolo de Huracán y formó una pareja clásica con Carlos Marinelli en su club y con José Salomón en la Selección. Era un marcador consecuente y ganó fama por ser quien mejor marcaba en su zona a los delanteros de La Máquina. En 1939, a Huracán lo apodaron La Aplanadora y Jorge Alberti fue una de las grandes figuras de ese equipo inolvidable de Parque Patricios.

## Clubes
| Club                  | País      | Año         |
| --------------------- | --------- | ----------- |
| Club Atlético Huracán | Argentina | 1930 - 1947 |
| Los Andes             | Argentina | 1948        |